# Johnius plagiostoma
Johnius plagiostoma és una espècie de peix de la família dels esciènids i de l'ordre dels perciformes.

## Morfologia
- Els mascles poden assolir 10 cm de longitud total.[4][5]

## Hàbitat
És un peix de clima tropical i bentopelàgic.

## Distribució geogràfica
Es troba des de la Badia de Bengala fins a Borneo, Java i el Vietnam.

## Observacions
És inofensiu per als humans.